# 西蒙·德勃雷
西蒙·德勃雷（法語：Simon Debré，1854年1月23日—1939年3月15日）出生於法國大東部大區下萊茵省的韋斯托芬，是一位已故的猶太教的首席拉比。

## 生平
他在1837年到1879年的期間，就讀法國猶太神學院接受完整的拉比訓練，畢業後被派任到阿登省擔任拉比，並且是色當猶太會堂主持落成儀式的拉比。
1888年成為塞納河畔訥伊的首任拉比，除了社區牧養以外，他也在法國猶太神學院教授塔木德、讓松·德·薩伊中學擔任校園牧師、協助編撰猶太百科全書。
1939年逝世，安葬在巴黎的拉雪茲神父公墓。

## 受獎
- 法國榮譽軍團勳章